# Carcinonemertes errans
Carcinonemertes errans är en djurart som tillhör fylumet slemmaskar, och som beskrevs av Henry Frederick Wickham 1978. Carcinonemertes errans ingår i släktet Carcinonemertes och familjen Carcinonemertidae. Inga underarter finns listade i Catalogue of Life.